# Jaheim
Jaheim Hoagland (* 26. května 1978, New Brunswick, New Jersey, USA) je americký R&B zpěvák.

## Životopis
Vyrůstal v rámci 176 Memorial Parkway Homes (projekt veřejného bydlení). Jeho otec zemřel v roce 1981, když mu byly jen dva roky. Pochází z hudební rodiny. Jeho dědeček, Victor Hoagland, zpíval s mnoha top skupinami, včetně The Drifters a jejich rodinné oslavy byly vždy velkými songfesty. Zpívání na rodinných oslavách a místních talentových festivalů jej přivedlo až do divadla Apollo do talentové show. Zpěvák, jehož hlas se podobal mixu Teddy Pendergrasse a Luther Vandrosse, zvítězil v soutěži když mu bylo 15 let.
V roce 1993 mu zemřela matka. V roce 1997 vytvořil první demo snímky, které vedly k smlouvě s Divine Mill, což byla divize Warner. Ghetto love jeho první album, představovalo hvězdné složení spolutvůrců, které zahrnovala RL z Next, Blackstreet a Darren a Cliff Lightyho. Úspěch R&B/hip-hop singlu 'Could it be dosáhlo pozice devět v hitparádě Billboard 200. Jeho druhé album Still Ghetto vyšlo v listopadu 2002. Dalším hitem první desítky byly dva singly v Top 40, Fabulous a 'Anything. Album Ghetto Classics následovala na počátku roku 2006 a stalo se jeho prvním albem Number One. Album The making of man které vyšlo v prosinci 2007 je ve znamení nahrávek klasických R&B songů od Bobby Womacka a dalších klasických hvězd Atlantic. Na konci roku 2009 vydal singl Ain´t leavin you, což znamenalo blízké vydání alba Another round které následovalo v únoru 2010. Byl to jeho páté Top Ten R&B album. Jeho šesté album Apprication day vyšlo v září 2013.